# Sylwia Kato
Sylwia Kato (jap. 加藤 シルビア Kato Sylwia; ur. 4 stycznia 1986 w Irumie) – japońska prezenterka telewizji TBS. Sylwia jest pół-Japonką, pół-Polką. 

## Życiorys
Sylwia urodziła się w mieście Iruma w prefekturze Saitama. Jej ojciec jest Japończykiem, a matka Polką. Oprócz języka japońskiego mówi także po polsku, ponieważ często odwiedza ojczyznę swojej matki.
Po ukończeniu szkoły średniej Meiji Gakuin Higashimurayama i uzyskaniu specjalizacji z mechaniki kwantowej na Wydziale Fizyki Uniwersytetu Ochanomizu dołączyła w 2008 roku do TBS. Zaraz po dołączeniu do stacji przez rok prowadziła regularny program „AnaCan” (アナCAN) wraz z dwoma innymi początkującymi prezenterami.
Od kwietnia 2010 roku studiowała stosunki międzynarodowe na Uniwersytecie Hitotsubashi. Studia podyplomowe ukończyła w marcu 2012 roku, uzyskując tytuł magistra administracji międzynarodowej. Od września 2010 do marca 2013 roku pojawiała się w porannym programie informacyjno-publicystycznym „Asa Zuba!” (朝ズバッ!).
Sylwia zaczęła zdobywać popularność i uznanie, gdy pojawiła się w programie rozrywkowym „Joshiana no Batsu” (女子アナの罰
), który był emitowany od lipca 2012 roku.
Od kwietnia 2013 do marca 2017 roku pełniła funkcję prowadzącej program informacyjny „N-st” (Nスタ). 
Po dwóch ciążach w 2017 i 2018 roku wróciła do pracy wiosną 2019 roku. 24 marca 2021 roku w programie „Asa-chan!” (あさチャン!) Sylwia ogłosiła swoją trzecią ciążę. Do pracy powróciła wiosną 2023 roku występując na żywo w programie informacyjnym „N-st” był to jej pierwszy występ w programie od sześciu lat.
Sylwia przywitała się z widzami, mówiąc:

„To mój pierwszy występ w N-st od 6 lat”.

Jest także odpowiedzialna za narrację nocnego programu informacyjnego TBS „news23”.

## Życie prywatne
W 2016 roku poślubiła mężczyznę, który nie jest celebrytą. W 2017 roku urodziła syna, a rok później, córkę. W marcu 2021 roku wzięła urlop macierzyński, aby przygotować się na narodziny trzeciego dziecka, a w czerwcu ogłosiła narodziny córki.